# Бозутиніб
Бозутиніб (англ. Bosutinib, лат. Bosutinibum) — синтетичний лікарський препарат, що належить до групи інгібіторів Bcr-Abl-тирозинкінази, що застосовується перорально. Бозутиніб синтезований у лабораторії компанії «Wyeth», подальші дослідження та маркетинг препарату проводила компанія «Pfizer», у 2012 році босутиніб отримав схвалення FDA для клінічного застосування.

## Фармакологічні властивості
Бозутиніб — синтетичний лікарський засіб, який належить до групи інгібіторів протеїнтирозинкінази. Механізм дії препарату полягає в інгібуванні ферменту Bcr-Abl і SRC тирозинкінази. Це призводить до пригнічення проліферації та збільшення апоптозу в чутливих до препарату клітинних лініях, а також у щойно уражених лейкемічних клітинах, у тому числі резистентних до іматинібу. Хоча бозутиніб також інгібує рецептори тирозинкіназ c-Fms та EphA, кінази сімейства Trk, кінази сімейства Axl, кінази сімейства Тес та низку інших тирозинкіназ, а також кальмодулінзалежні кінази CAMK2G і CAMK1D, він є більш селективним препаратом, та має нижчу активність щодо білків c-kit та PDGF-β. Бозутиніб застосовується як самостійний препарат, так і в комбінації з іншими препаратами для лікування чутливих до препарату форм хронічного мієлолейкозу із наявністю філадельфійської хромосоми, у тому числі у випадку бластного кризу. При застосуванні бозутинібу спостерігається менша кількість побічних ефектів, ніж при застосуванні інших препаратів групи інгібіторів протеїнтирозинкінази, зокрема дазатинібу. Бозутиніб як експериментальний препарат застосовується для лікування раку молочної залози, раку підшлункової залози, колоректального раку, холангіокарциноми та гліобластоми, в комбінації з капецитабіном.

### Фармакокінетика
Бозутиніб повільно та добре всмоктується після перорального застосування, абсолютна біодоступність препарату становить 34 %. Максимальна концентрація бозутинібу в крові досягається протягом 6 годин після прийому препарату. Бозутиніб майже повністю (на 94—96 %) зв'язується з білками плазми крові. Препарат проходить через плацентарний бар'єр, даних за виділення в грудне молоко людини немає. Бозутиніб метаболізується у печінці з утворенням переважно неактивних метаболітів. Виводиться препарат переважно із калом, частково із сечею у вигляді метаболітів. Період напіввиведення бозутинібу в термінальному періоді становить 35,5 годин, цей час може збільшуватися у хворих із вираженим порушенням функції печінки або нирок.

## Покази до застосування
Бозутиніб застосовують при хронічному мієлолейкозі (у тому числі при бластному кризі) із наявністю філадельфійської хромосоми при резистентності або непереносимості попереднього лікування.

## Побічна дія
При застосуванні бозутинібу побічні ефекти спостерігаються значно рідше, ніж при застосуванні інших препаратів групи інгібіторів протеїнтирозинкінази, зокрема значно рідше, ніж при застосуванні нілотинібу, спостерігається подовження інтервалу QT на ЕКГ, та значно рідше спостерігається ексудативний плеврит, ніж при застосуванні нілотинібу. Найчастішими побічними ефектами препарату є діарея, шкірний висип та нудота. Іншими побічними ефектами препарату є:
- Алергічні реакції та з боку шкірних покривів — дерматит, акне, кропив'янка, підвищення потовиділення, синдром Стівенса-Джонсона, набряк Квінке, синдром Лаєлла, свербіж шкіри, гарячка.
- З боку травної системи — блювання, біль у животі, гастрит, гепатит, шлунково-кишкові кровотечі, панкреатит.
- З боку нервової системи — головний біль, запаморочення, порушення смаку, шум у вухах.
- З боку серцево-судинної системи — гіпертензія, набряк легень, підвищена кровоточивість, периферичні набряки, перикардит.
- З боку дихальної системи — кашель, задишка, легенева гіпертензія, дихальна недостатність, пневмонія, гострі інфекції верхніх дихальних шляхів.
- З боку сечостатевої системи — гостра ниркова недостатність, токсична нефропатія.
- З боку опорно-рухового апарату — болі у м'язах і суглобах, біль у спині.
- Зміни в лабораторних аналізах — анемія, тромбоцитопенія, нейтропенія, лейкопенія, підвищення рівня креатиніну та сечовини в крові, підвищення рівня креатинфосфокінази в крові, підвищення активності амінотрансфераз, гіперкаліємія, гіпофосфатемія.

## Протипокази
Бозутиніб протипоказаний при підвищеній чутливості до препарату, при важких порушеннях функції печінки, при вагітності та годуванні грудьми, а також у дитячому та підлітковому віці. Не рекомендовано застосовувати бозутиніб із сильними або помірними інгібіторами CYP3A, зокрема з ітраконазолом, кетоконазолом, позаконазолом, вориконазолом, кларитроміцином, телітроміцином, нефазодоном, мібефрадилом, індинавіром, лопінавіром, ритонавіром, нелфінавіром, саквінавіром, боцепревіром, телапревіром, грейпфрутовим соком, флуконазолом, ципрофлоксацином, еритроміцином, дилтіаземом, верапамілом, ампренавіром, атазанавіром, дарунавіром, фосампренавіром, апрепітантом, кризотинібом, іматинібом.

## Форми випуску
Бозутиніб випускається у вигляді таблеток по 0,1 та 0,5 г.